# Алиабад
Алиабад (на персийски: علی‌آباد ) е град в Северен Афганистан, център на окръг Алиабад в провинция Кундуз. Разположен е в централната част на областта, на 425 м надморска височина на главния път между Кундуз и Баглан.
Алиабад има една болница и се намира в район с обработваеми площи. Градът е разположен на река Кундуз.
На 12 юни 2021 г. талибанските сили превземат селото като част от националната си военна офанзива.